# Pałac w Czerninie Dolnej
Pałac w Czerninie Dolnej (niem.  Schloss Nieder Tschirnau)  – pałac w Czerninie Dolnej, w powiecie górowskim, wpisany do rejestru zabytków nieruchomych województwa dolnośląskiego.

## Historia
Majątek w Czerninie Dolnej od 1650 był własnością rodu von Tschammer und Quaritz.
Zabytkowy obiekt wybudowany w 1895 jest częścią zespołu pałacowego w skład którego wchodzą jeszcze: park z około 1900 roku, folwark z przełomu XIX/XX wieku, dwa budynki mieszkalne, budynek mieszkalno-gospodarczy, obora, stodoła, kuźnia, spichlerz z około 1800 roku oraz dwa budynki gospodarcze. Nad oknami pierwszego piętra  herb von Tschammer i rok 1895 na szarfie.

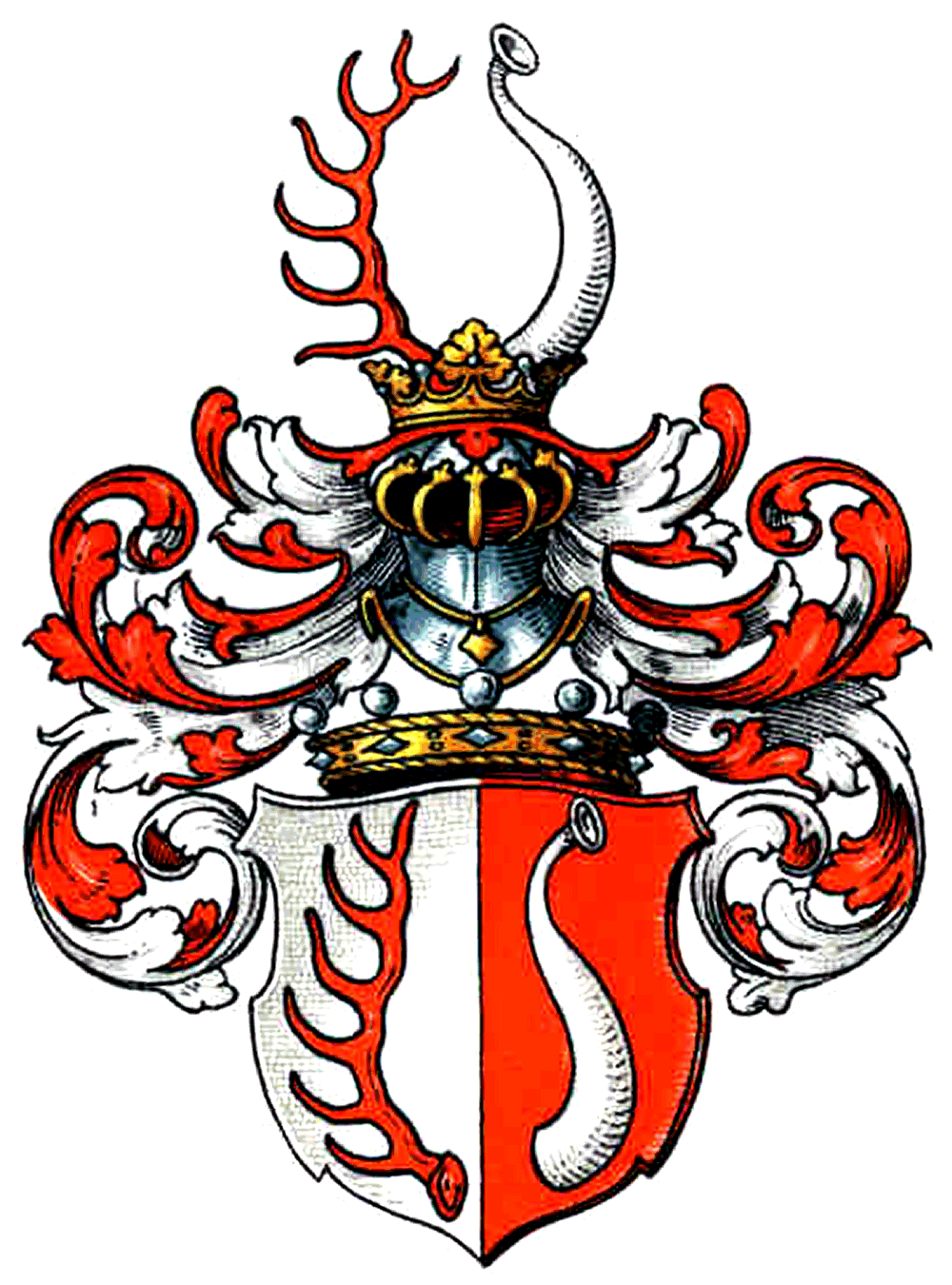
Herb von Tschammer

## Zobacz
- Pałac w Czerninie